# Cripto-giudaismo
Cripto-giudaismo era l'adesione in segreto al giudaismo pur dichiarando pubblicamente di professare un'altra fede. Ciò avveniva soprattutto in luoghi ed in epoche in cui l'ebraismo veniva perseguitato. Coloro che praticavano il cripto-giudaismo vengono chiamati "cripto-ebrei" (in spagnolo criptojudíos). Il termine cripto-ebrei si usa anche per descrivere i discendenti di ebrei che mantengono tuttora alcune abitudini ebraiche, pur aderendo ad altre fedi.